# Monomorium sahlbergi
Monomorium sahlbergi är en myrart som beskrevs av Carlo Emery 1898. Monomorium sahlbergi ingår i släktet Monomorium och familjen myror. Inga underarter finns listade i Catalogue of Life.